# ランマガディ
ランマガディ（Lammagadi）は、エリトリア・セメナウィ・ケイバハリ地方南部の村でゲレーロ地区に属する。ブリ半島北西部に存在する。北緯15度22分、東経39度48分。標高23m。